# Biacore
Biacore International AB är ett bioteknikföretag som har varit noterat på Stockholmsbörsen. Amerikanska GE Healthcare köpte bolaget i juni 2006. Företaget tillverkar instrument som använder ytplasmonresonans för att mäta bindning av proteiner och små molekyler till andra proteiner.